# ديميتري سوبيرغ
ديميتري سوبيرغ (بالفنلندية: Dimitri Sjöberg)‏ هو موسيقي فنلندي، ولد في 21 سبتمبر 1980، وتوفي في 23 نوفمبر 2017.

## وصلات خارجية
- ديميتري سوبيرغ على موقع ميوزك برينز (الإنجليزية)
- ديميتري سوبيرغ على موقع ديسكوغز (الإنجليزية)
- ديميتري سوبيرغ على موقع ديسكوغز (الإنجليزية)
- ديميتري سوبيرغ على موقع ديسكوغز (الإنجليزية)